# Christoph Wolf (Politiker)

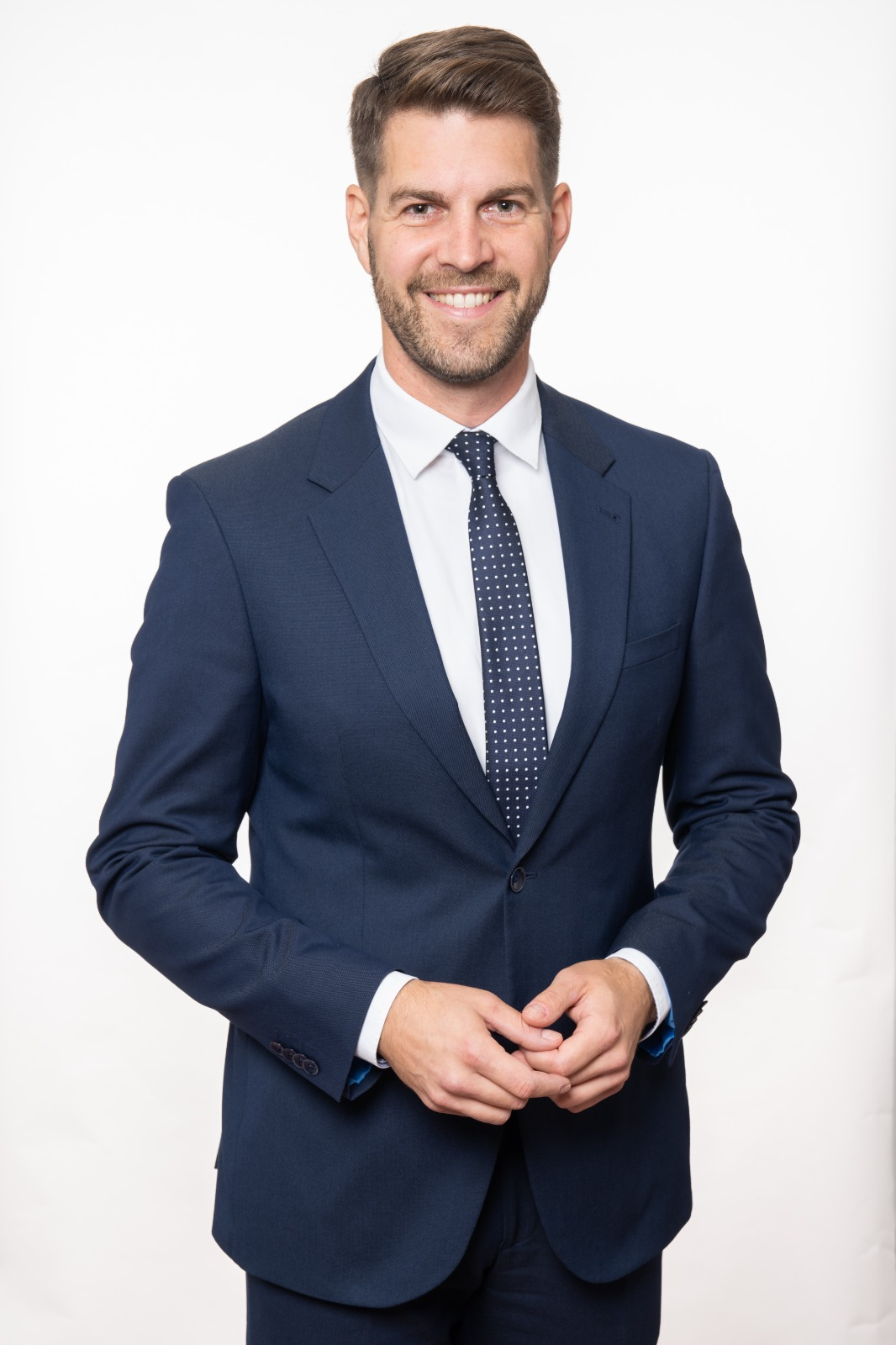
Christoph Wolf (2022)

Christoph Wolf (* 25. Juli 1986) ist ein österreichischer Politiker (ÖVP) und Steuerberater. Von 2010 bis 2025 war er Abgeordneter zum Burgenländischen Landtag und seit 11. Oktober 2017 Bürgermeister von Hornstein.

## Ausbildung & Beruf
Christoph Wolf besuchte von 1992 bis 1996 die Volksschule in Hornstein und wechselte im Anschluss an das Gymnasium der Diözese Eisenstadt Wolfgarten, das er 2004 mit der Matura abschloss. In der Zeit von 2004 bis 2005 folgte die Ableistung seines Präsenzdienstes bei der Stabskompanie/1.BVS in Eisenstadt. 2005 begann Christoph Wolf das Studium der Betriebswirtschaft sowie Wirtschaft und Recht an der Wirtschaftsuniversität Wien. Nach dem Abschluss des Betriebswirtschaftsstudiums 2012 als Mag. rer. soc. oec. nahm er das Masterstudium Wirtschaftsberatung mit Schwerpunkt „Unternehmensrechnung und Revision“ an der FH Wiener Neustadt auf. Er schloss den Masterstudiengang mit dem Titel „Master of Arts in Business“ im Juni 2014 ab. In der Zeit von 2021 bis 2025 absolvierte er ein außerordentliches Masterstudium (MSc.) an der WU Wien (Executive Academy) namens "Accounting & Auditing".
Wolf war von 2009 bis 2015 Berufsanwärter zum Steuerberater in einer Wirtschaftsprüfungs- und Steuerberatungskanzlei. Er absolvierte 2014 die Prüfung zum Bilanzbuchhalter an der Kammer der Wirtschaftstreuhänder. Im Jänner 2017 wurde er nach erfolgreicher Ausbildung als Steuerberater angelobt. Ab 1. Februar 2019 war er selbstständiger Steuerberater, mit Oktober 2020 stieg er als Prokurist in der Kanzlei SOT Libertas in Wien ein. 
Per 1. Jänner 2024 wechselte Wolf als geschäftsführender Gesellschafter in die G & W Steuerberatungs - Gruppe. Die G & W Steuerberatungsgruppe hat mit drei Gesellschaften ebenso viele Beratungsschwerpunkte: ganzheitliche Beratung für Klein- und Mittelbetriebe (G & W Steuerberatungs GmbH), Lösung von internationalen Sachverhalten (GWI Steuerberatungs GmbH) und beste Betreuung von Klienten der Gesundheitsbranche (MED Management GmbH). Die Kanzleigruppe mit Sitz in der Wiener Innenstadt ist eine renommierte Steuerberatungskanzlei mit mehr als 30 Jahren Erfahrung. Das engagierte Team von knapp 35 Mitarbeitern bietet umfassende steuerliche Beratung und Unterstützung für Unternehmen und Privatpersonen.

## Politischer Werdegang
Seine politische Karriere begann Wolf als Schulsprecher und zwischen 2002 und 2008 in Vorstandsfunktionen der Schülerunion und der Jungen Volkspartei Burgenland. 2008 wurde er zum Landesobmann der Jungen Volkspartei Burgenland gewählt, im Jahr 2011 folgte seine zweite Periode als JVP-Landesobman. 2009 übernahm er auch das Amt des Bundesobmann-Stellvertreters der Jungen Volkspartei und wurde 2012 erneut in dieser Funktion bestätigt. Bei der Gemeinderatswahl 2007 erreichte Wolf als Jugendkandidat auf dem 7. Listenplatz 229 Vorzugsstimmen und damit die Funktion des Gemeindevorstandes der Marktgemeinde Hornstein. Anschließend wählte ihn der ÖVP-Ortsparteivorstand zum Ortsparteiobmann.
2010 erreichte er bei der Landtagswahl 2010 als Kandidat der ÖVP im Landtagswahlkreis 2 auf dem vierten Listenplatz 2134 Vorzugsstimmen. Da er damit wesentlich mehr Vorzugsstimmen als die auf Platz drei gereihte Landtagsabgeordnete Franziska Huber (1580 Vorzugsstimmen) erreicht hatte, musste Huber nach nur zwei Jahren als Landtagsabgeordnete ihren Platz für Wolf räumen. Wolf wurde in der Folge per 24. Juni 2010 als Landtagsabgeordneter angelobt und übernahm die Funktion des ÖVP-Bereichssprechers für Jugend und Sport.
Bei der Bürgermeister- und Gemeinderatswahl am 7. Oktober 2012 kandidierte der ÖVP-Gemeindeparteiobmann erstmals zum Bürgermeisteramt und erreichte dabei ein Plus von 6,8 % (bei 41,6 %). Die ÖVP Hornstein erlangte mit einem Zuwachs von 11 % einen Zugewinn von drei Mandaten bei der Gemeinderatswahl. Mit dem historischen Höchststand von 10 von 23 Gemeinderäten stellt die ÖVP in Hornstein mit Christoph Wolf erstmals den Vizebürgermeister.
Bei der Landtagswahl 2015 kandidierte Wolf zum zweiten Mal, diesmal auf dem vierten Platz der Bezirksliste. Mit 2920 Vorzugsstimmen erreichte er wiederum das Vorzugsstimmenmandat im Bezirk Eisenstadt-Umgebung und blieb daraufhin im Burgenländischen Landtag als Abgeordneter. Aufgrund der Koalition von SPÖ-FPÖ wechselte Thomas Steiner an die Spitze der ÖVP Burgenland, der mit 1. Juli 2015 Christoph Wolf als ÖVP-Landesgeschäftsführer bestellte.
Mit der Angelobung wurde Wolf zum Obmann des Landesrechnungshof-Ausschusses gewählt. Zusätzlich ist er Sprecher für Finanzen, Vereine und Sport. Nach einer Anzeigenwelle gegen Vereine unterstützte er die Initiative Rettet die Vereinsfeste aktiv innerhalb sowie außerhalb der Volkspartei und gehörte damit auch zu den wesentlichsten Protagonisten vereinsfreundlicherer Gesetze österreichweit im Sinne der Ehrenamtlichen, aber auch der Wirte.
Bei der Gemeinderats- und Bürgermeisterwahl 2017 kandidierte Christoph Wolf zum zweiten Mal als Spitzenkandidat für die ÖVP in Hornstein. Sein Team und er erreichten den Bürgermeister und ein Plus von drei Mandaten im Gemeinderat. Erstmals in der Geschichte Hornsteins stellt damit die ÖVP die Mehrheit und den Bürgermeister. Der Zugewinn bei der Bürgermeisterwahl belief sich auf 15,42 % und bei der Gemeinderatswahl auf 15,25 %.
Nach der Landtagswahl 2020 folgte ihm Patrik Fazekas als ÖVP-Landesgeschäftsführer nach.
Im Jahr 2022 stellte sich Christoph Wolf am 2. Oktober neuerlich der Bürgermeister- und Gemeinderatswahl. Dabei erreichte das „Team Wolf – Volkspartei Hornstein“ das beste ÖVP-Parteiergebnis seit jeher mit einem Zugewinn von 1,06 % auf 56,8 %. Damit erreichte die Volkspartei mit 13 Mandate die absolue Mehrheit gegenüber der SPÖ mit 10 Mandaten im Gemeinderat. Bürgermeisterkandidat Christoph Wolf erreichte gegenüber seinem Gegenkandidaten Rainer Schmitl das beste ÖVP-Bürgermeisterergebnis seit jeher mit 60,8 %, ein Zugewinn von 3,81 % gegenüber 2017. Das Wahlergebnis führt zum Tiefstand der SPÖ-Ergebnisse in Hornstein.
Mitte 2024 kündigte er seinen Rückzug aus der Landespolitik an. Mit der Landtagswahl am 19. Jänner 2025 schied Wolf nach drei Perioden als Mitglied des Burgenländischen Landtages aus und beendete seine Karriere in der Landespolitik.

## Privates
Christoph Wolf lebt in Hornstein im Burgenland, war verheiratet und hat zwei Kinder.